# Neovenator
Neovenator is een geslacht van theropode dinosauriërs uit de Neovenatoridae dat leefde tijdens het vroege Krijt. Vondsten van het geslacht werden opgegraven op het Engelse eiland Wight. Het is een van de best uit fossielen bekende vleesetende dinosauriërs uit het Onder-Krijt van Europa. Het dier was ongeveer 7,6 meter lang, woog tussen de 1000 en 3000 kilogram en was een carnivoor.

## Vondst en naamgeving
In de zomer van 1978 deed een zware storm op de zuidwestkust van Wight een deel van de Grange Chine instorten. De rotsen, met daarin duidelijk zichtbare beenderen, vielen op het strand van Brighstone Bay. De familie Henwood uit Basingstoke die toevallig haar vakantie hield op Wight, leende wat houwelen en spaden en nam de daarmee geborgen botten mee naar huis. In de weken daarna bezocht geologiestudent David Richards de locatie en stelde nog meer botten veilig. Die deed hij toekomen aan het Museum of Isle of Wight Geology en het British Museum of Natural History. Daar stelde paleontoloog Alan Jack Charig vast dat de fossielen aan twee soorten toebehoorden. Eén daarvan was een planteneter die indertijd werd geïdentificeerd als Iguanodon, later als Mantellisaurus maar tegenwoordig bekendstaat als Brighstoneus; de andere was een voorlopig niet te determineren theropode. Die laatste kregen het inventarisnummer BMNH R10001.

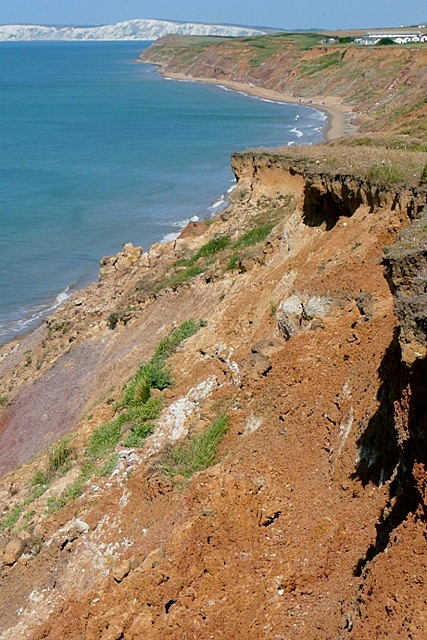
De Grange Chine

Richards had aangegeven dat er nog meer materiaal te vinden was. De "Iguanodon" trok daarbij de meeste belangstelling en begin jaren tachtig stuurde het BMNH een team naar Wight om die verder op te graven. Bij die gelegenheid werd ook een theropode staartwervel gevonden. Die kreeg het nummer MIWG.6348. Wight telt veel amateurpaleontologen en die begonnen hierop onder leiding van het museum de rotsen bij de Grange Chine systematisch uit te kammen. Keith en Jenny Simmonds vonden daarbij delen van de schedel, een groot aantal wervels, ribben, haemaalbogen, buikribben, de linkerschoudergordel en delen van de ledematen. Mark Lumber lokaliseerde daarop het rechterdijbeen en Gabi Hulman elementen uit de linkervoet. Meer botten van de linkervoet werden hierop opgegraven door Rob en Tess George. Dit latere materiaal werd ondergebracht bij zowel BMNH R10001 als MIWG 6348.
Dergelijke uitgebreide vondsten van theropoden waren nooit eerder op Wight gedaan en inspireerden een intensievere speurtocht door de conservator van het MIWG, Steve Hutt. In 1985 groef hij samen met Martin Munt en Robin Reid op een halve kilometer van de oorspronkelijke locatie twee theropode wervels op, van een tweede individu. Deze kregen het nummer MIWG.5470.
In 1987 vond Jenny Simmonds resten van een derde individu, bestaande uit wervels en delen van het bekken, geïnventariseerd onder nummer MIWG.6352. Het MIWG vond hierop van dit exemplaar nog het schaambeen.
In 1990 beschreef Hutt de vondst voorlopig, nog zonder het te benoemen. Daarbij dacht hij dat MIWG 6352 een aparte soort vertegenwoordigde omdat hij het zitbeen voor een schaambeen met een afwijkende kleine voet aanzag. Informeel werd het dier toegewezen aan het geslacht Megalosaurus. Er werd een skeletmodel gemaakt waarvan afgietsels onder de naam "Megalosaurus" aan verschillende musea verkocht werden, wat tot veel verwarring zou leiden.

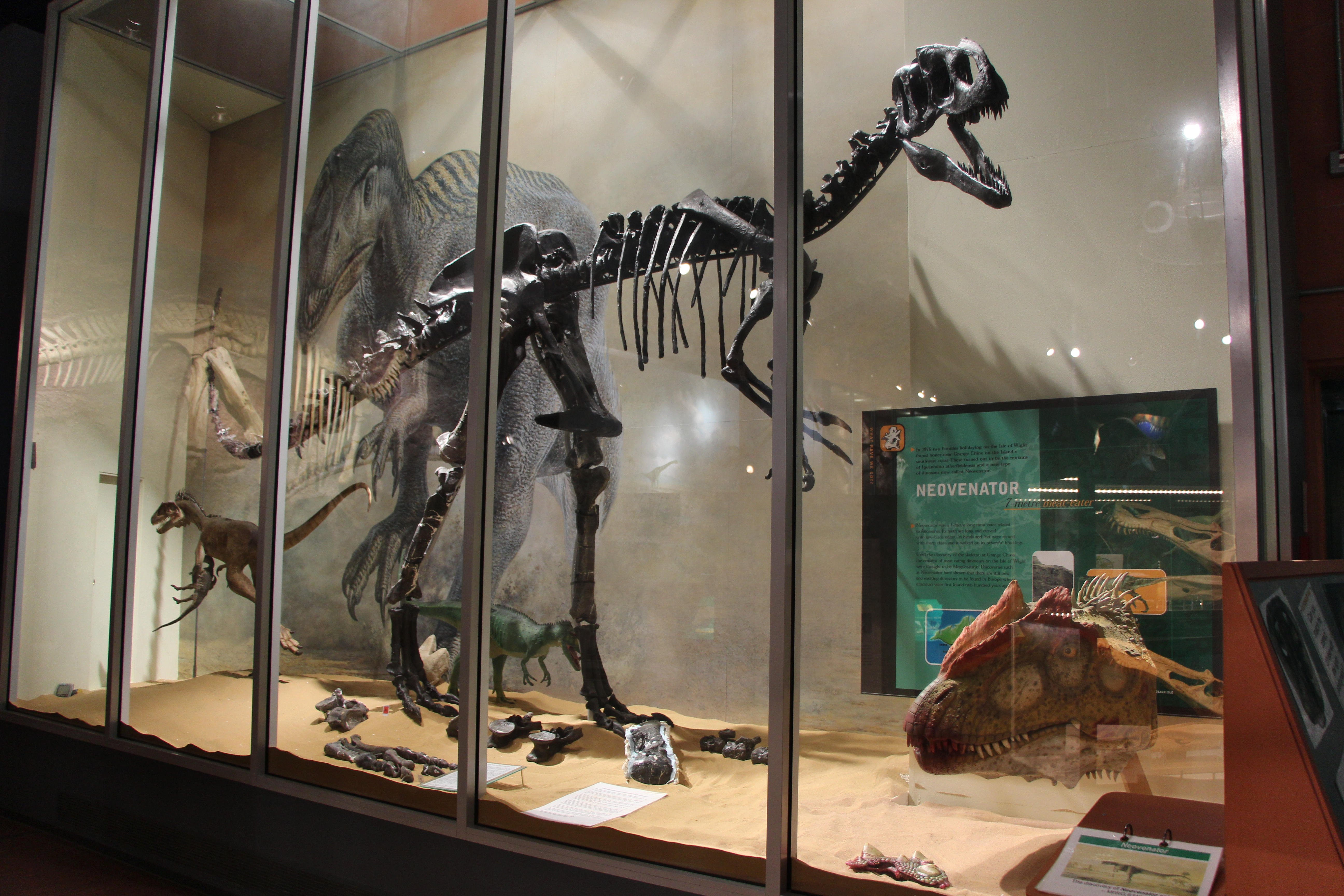
Het holotype zoals opgesteld in Wight

In 1996 benoemden en beschreven Steve Hutt, David Martill en Michael Barker de typesoort Neovenator salerii. De geslachtsnaam Neovenator betekent nieuwe jager, vanuit het Grieks neo~, "nieuw" en het Latijn venator, "jager". De naam beklemtoont dat het een duidelijk andere vorm was dan Megalosaurus en dat het om een verrassende nieuwe ontdekking gaat. De soortaanduiding eert de familie Salero, de grondeigenaren van de vondstlocatie. Gezien het grote aantal bij de vondst betrokken (amateur)paleontologen, vond men het oneerlijk één daarvan als vinder te eren.
Het holotype is gevonden in een laag van de Wessexformatie die dateert uit het Barremien. Het betreft een gedeeltelijk skelet met schedel en onderkaak. Door de ingewikkelde vondstomstandigheden is het individu, vermoedelijk een jongvolwassen of volwassen exemplaar, verdeeld geraakt over twee collecties. BMNH R10001 omvat tanden, de vijfde en zevende halswervel, de eerste, tweede, vierde tot en met achtste en twaalfde en dertiende ruggenwervel, drie of vier sacrale wervels, staartwervels, delen van de darmbeenderen, het bovenstuk van een schaambeen, stukken van schaambeenschachten, stukken van zitbeenschachten en de onderste uiteinden van de zitbeenderen. MIWG 6348 omvat van de schedel de praemaxillae, een stuk bovenkaaksbeen, een stuk neusbeen, een stuk gehemelte, de voorkant van een dentarium van de onderkaak, de zesde, achtste en negende halswervel, nekribben, de negende, tiende en veertiende ruggenwervel, twee ribben, ribfragmenten, tien tot vijftien buikribben, de eerste tot en met zevende staartwervel, de negende, veertiende, zeventiende, achttiende, eenentwintigste, tweeëntwintigste, vijfentwintigste tot en met achtentwintigste staarwervel, zes achterste staartwervels, vijf chevrons, een schouderblad, een ravenbeksbeen, de bovenkant van een zitbeen, beide dijbeenderen, beide scheenbeenderen, een kuitbeen, een tweede middenvoetsbeen, het eerste en tweede kootje van een tweede teen, een derde middenvoetsbeen, beide derde voetklauwen, een vierde middenvoetsbeen met vierde teen en een vijfde middenvoetsbeen. De gevonden beenderen vertegenwoordigen ongeveer 70% van de skeletelementen.
Het paratype is MIWG 6352, een jongvolwassen dier waarvan bewaard zijn gebleven de tweede, vijfde en zevende ruggenwervel, ribfragmenten, vier sacrale wervels, een sacrale wervelboog, een chevron, wervelfragmenten, een stuk darmbeen, beide schaambeenderen en de bovenkant van een zitbeen.
In 1999 wijdde Hutt zijn proefschrift aan Neovenator.
Na 1987 werden nog meer botten van het holotype gevonden die niet in de beschrijving van 1996 konden worden meegenomen. David Cooper vond een voorste staartwervel die bij MIWG 6348 werd ondergebracht. In 1998 vonden Hutt and Penny Newbery het linkerdijbeen en het rechterscheenbeen. Nick Oliver ontdekte een vierde individu nabij de eerste vindplaats, omvattende een onderkaak, halswervels, stukken van het zitbeen en stukken van de ledematen, geïnventariseerd als IWCMS 2002.186. Andere mogelijke vondsten omvatten de specimina MIWG 4199: een teenkootje van een zeer groot individu geschat op tien meter lengte; MIWG 5121: een tand; en MIWG 5470: een achtste en negende ruggenwervel met een eerste kootje van een derde teen.
In 2008 beschreef Stephen Louis Brusatte de soort in groot detail. Hierna werd het botmateriaal van het holotype verwerkt in een tweede skeletopstelling in het MIWG.

## Beschrijving

### Grootte en onderscheidende kenmerken

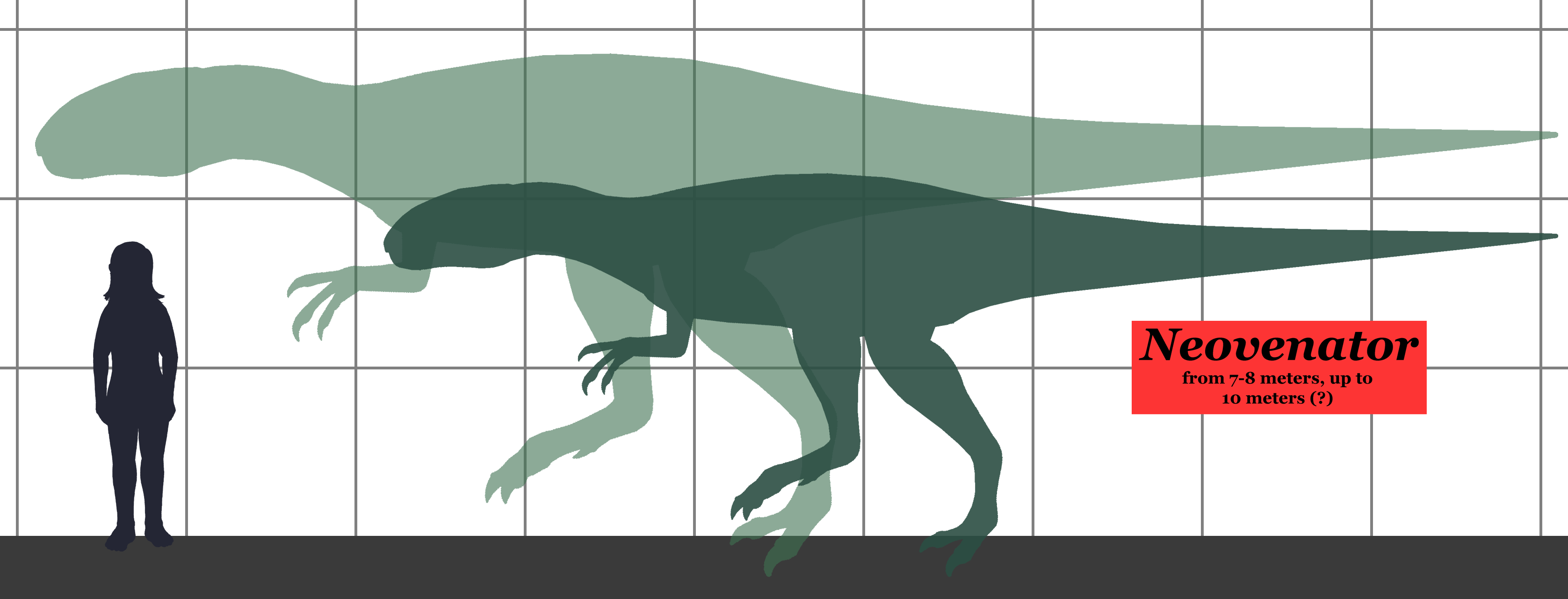
De grootte van Neovenator vergeleken met een mens; in de voorgrond het ruim zeven meter lange holotype, erachter het tien meter lange exemplaar waaraan specimen MIWG 4199 wellicht toebehoorde

Neovenator is een middelgrote theropode. Gregory S. Paul schatte in 2010 de lengte op zeven meter, het gewicht op één ton. Specimen MIWG 4199 suggereert het bestaan van individuen met een lengte van zo'n tien meter die rond de drie ton zouden hebben gewogen.

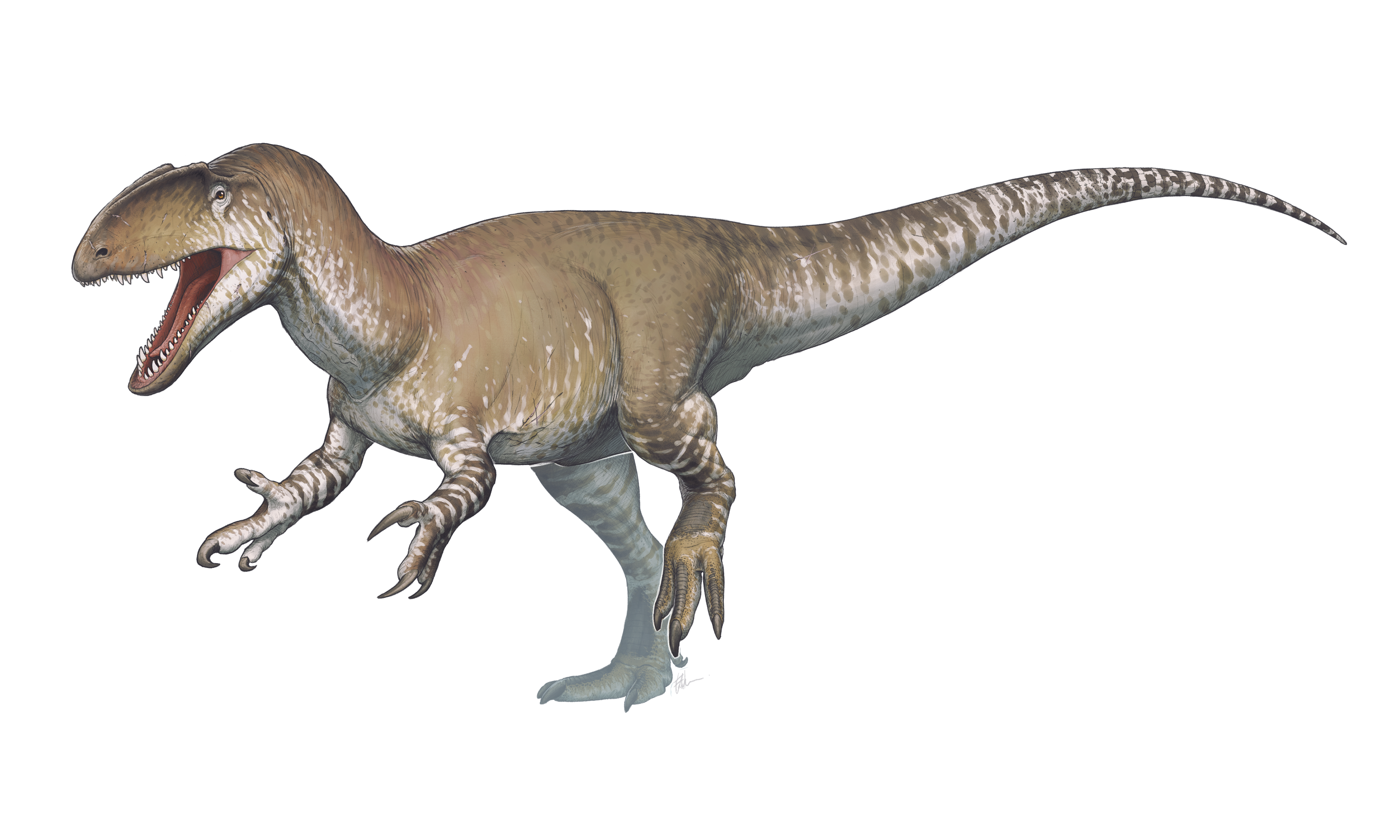
Een uitbeelding door Fred Wierum

Hutt stelde in 1996 verschillende onderscheidende kenmerken vast. Het neusgat is zeer groot. Het neusgat is tweemaal zo lang als hoog. De praemaxilla bevat vijf tanden. Het bovenkaaksbeen heeft een grote fenestra maxillaris welke opening een zesde van de lengte van de tandrij beslaat. De tandkroon beslaat een kwart van de totale tandlengte, dus inclusief wortel. De achterste ruggenwervels hebben pleurocoelen en zijn dus gepneumatiseerd. De voetklauwen hebben bovenop een groeve. Brusatte merkte in 2008 op dat het neusgat in feite niet bijzonder groot is. Het kenmerk van vijf premaxillaire tanden wordt gedeeld met Allosaurus. Gepneumatiseerde achterste ruggenwervels zijn normaal voor Carcharodontosauridae.
In 2001 stelde Darren Naish aanvullende onderscheidende kenmerken vast. De praemaxillae zijn verbonden door een extra penverbinding. Er zijn hoge neuskammen. De kartelingen lopen door over de tandspitsen. Brusatte wees erop dat de neuskammen ook bij Allosaurus voorkomen en dat zulke kartelingen sinds 2001 ook van andere soorten bekend zijn geworden.
De herbeschrijving in 2008 leverde veel extra autapomorfieën op. Het voorste gewrichtsvlak van het intercentrum van de draaier is overdwars verbreed. Het tandvormig uitsteeksel van de draaier heeft foramina langs de zijranden van het voorvlak. Het doornuitsteeksel van de draaier heeft een enkel klein foramen in de zijkant. Bij de achterste halswervels zijn de nekribben vergroeid. Mogelijkerwijs door een vergroeiing met de nekribben zijn bij de achtste en negende halswervel op het facet van de parapofyse de interne luchtkamertjes van de wervel zichtbaar. Bij de voorste ruggenwervels hebben de onderzijden de vorm van scherpe kielen die niet ingesprongen zijn ten opzichte van de zijkanten. Bij de voorste ruggenwervels hebben de hypapofysen, de verdikkingen van de voorste onderranden, de vorm van lage verheffingen. Bij de achterste ruggenwervels worden de facetten van de gewrichtsuitsteeksels zijdelings voortgezet als gebogen beenplaten. Het schoudergewricht is breder overdwars dan lang in de lengterichting van het lichaam. Bij de inkeping onder het voorblad van het darmbeen bevindt zich aan de binnenkant een beenplateau. De zitbeenderen zijn aan hun voorste "voeten" verbonden maar de achterkant van de voeten wijken naar buiten uiteen. De kop van het dijbeen is schuin naar voren, binnen en omhoog gericht. De trochanter minor heeft een robuuste richel op de buitenkant lopen. Aan de buitenkant van het boveneinde van de vierde trochanter toont de achterkant van de dijbeenschacht een verdieping in de vorm van een duimafdruk. De voorste onderkant van het dijbeen is vrijwel plat, slechts ingekeept door een verticaal korte groeve tussen de onderste gewrichtsknobbels. Het onderste scheenbeen heeft aan de binnenkant een ovale verruwing. Het buitenste enkelvlak van het onderste scheenbeen is bovenaan van voor naar achter versmald. De verbreding naar voren en bezijden van het bovenvlak van het scheenbeen heeft een naar beneden gerichte spoor. Het tweede middenvoetsbeen heeft een holle buitenste zijkant voor het contact met het derde middenvoetsbeen.

### Skelet

#### Schedel

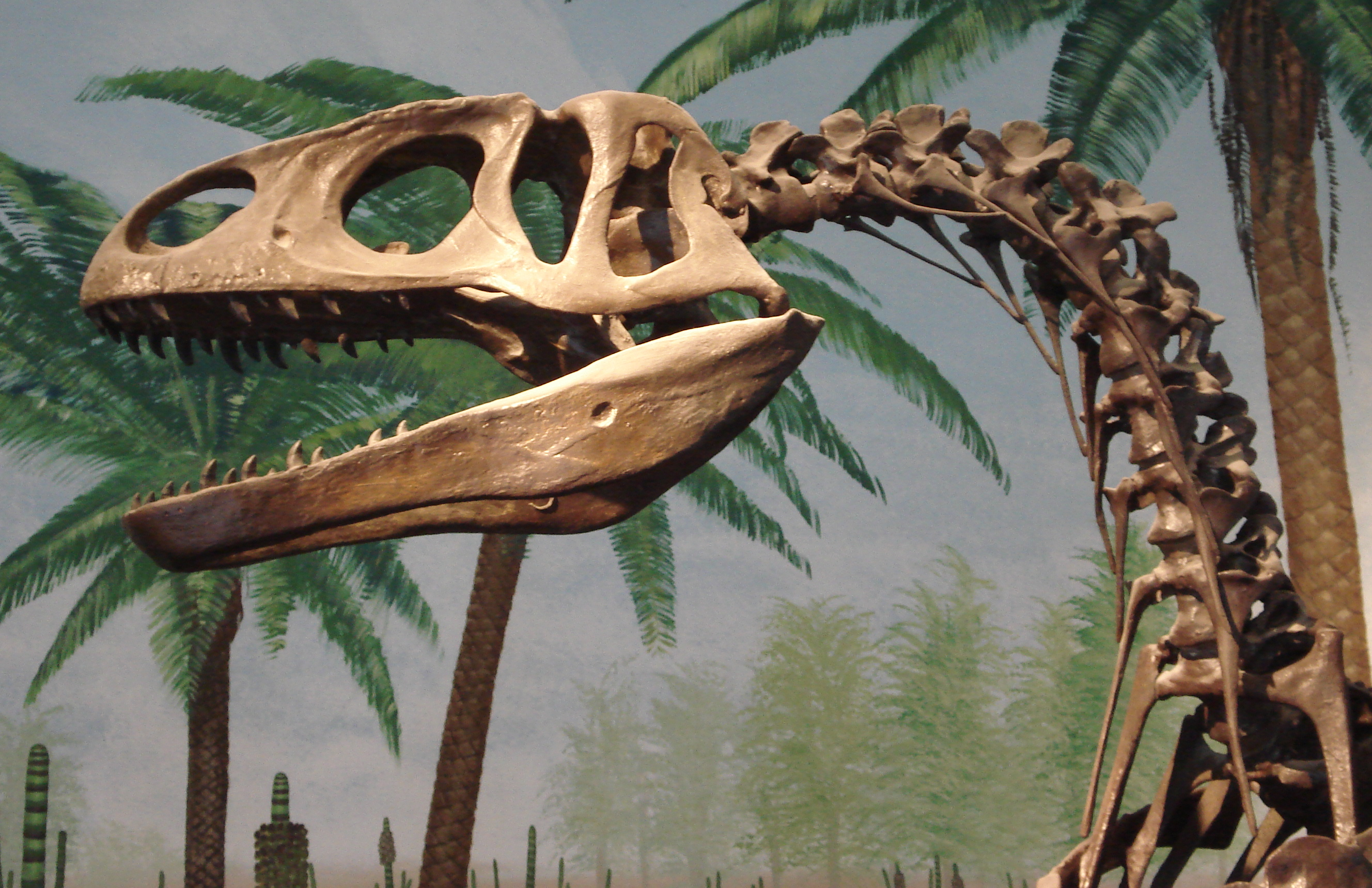
Model van de schedel

De schedel van Neovenator is relatief laag en langwerpig. De praemaxilla is tamelijk kort en draagt vijf tanden in plaats van de meer gebruikelijke vier. Siamraptor, die er vier heeft maar tussen beiden in de stamboom staat, wijst erop dat dit wel eens een geval van convergente evolutie zou kunnen zijn met Allosaurus. Boven de tandrij bevinden zich talrijke aderkanalen. Een studie uit 2015 meldde dat via een CAT-scan een uitgebreid systeem van neurovasculaire kanalen ontdekt was. Dit moest onderscheiden worden van de eveneens aanwezig pneumatische uithollingen. De gezamenlijke foramina zijn gelijkmatig over het buitenste oppervlak verdeeld. In 2017 werden de zenuwkanalen in detail beschreven als uitlopers van de nervus trigeminus. Bij Spinosauridae is dit wel gezien als een aanwijzing voor elektrische organen die gebruikt werden om in het water naar prooi te zoeken maar zo'n functie werd voor Neovenator onwaarschijnlijk geacht. De snuitpunt is vrij spits, een afgeleid kenmerk: de basale toestand is dat het onderste stuk verticaal loopt. De beennaad tussen praemaxilla en bovenkaaksbeen loopt vrijwel verticaal maar steekt bovenaan wat naar achteren uit, zodat de maxillaire tak iets schuin naar boven loopt met een wat driehoekig profiel. Uitsteeksels die de binnenkant van de voorste tak van het bovenkaaksbeen overlappen, liggen vrij laag. Onderaan is er tussen beide elementen een lichte inkeping.

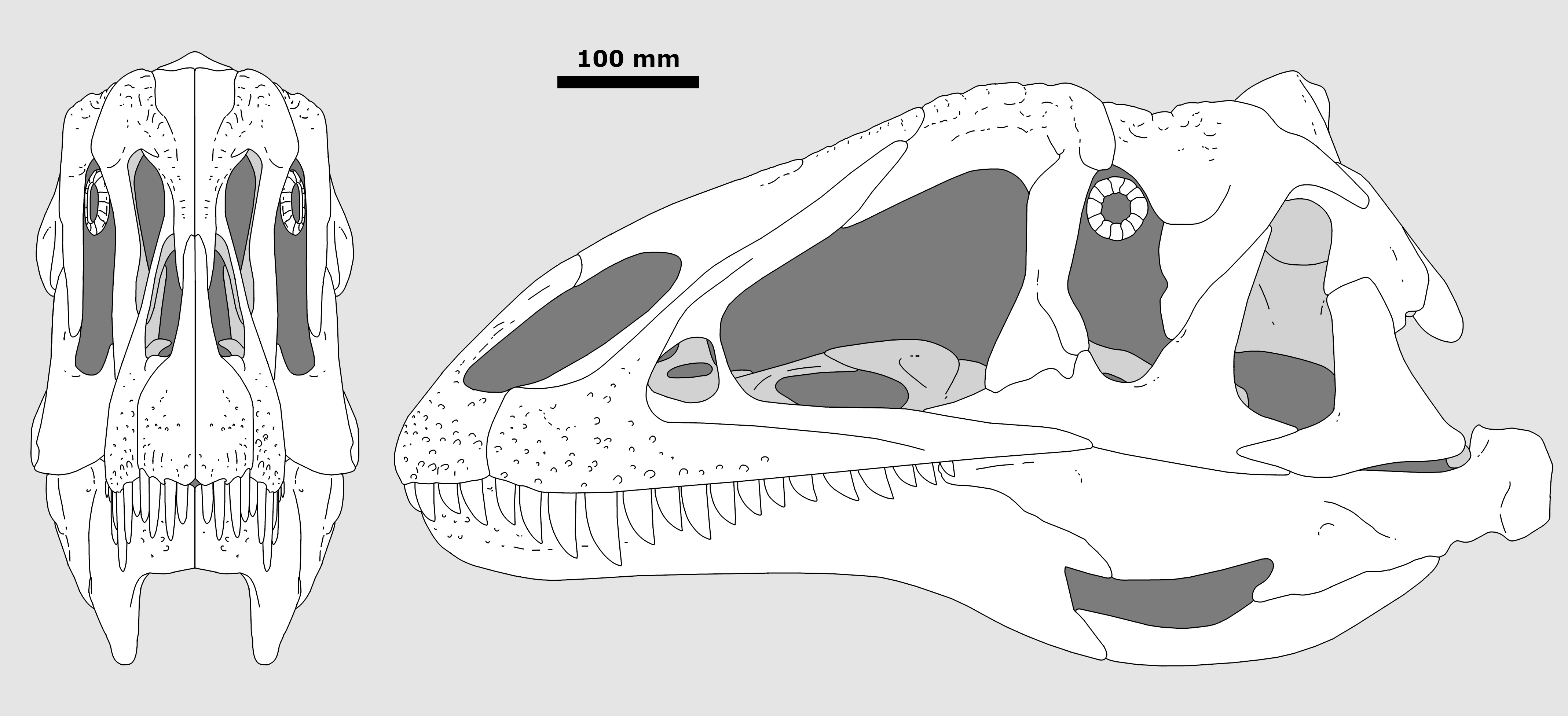
Een diagram van de schedel

Tussen praemaxilla en neusbeen ligt een zeer groot schuin naar boven en achteren hellend neusgat met een driehoekig profiel. Het neusgat loopt intern naar beneden uit in een uitholling op de binnenzijde van de achterste tak van de praemaxilla; in deze brede naar achteren openende groeve rust de voorste interne vleugel van het bovenkaaksbeen. De neuskammen zijn gepaard en vrij laag; naar achteren liepen ze wellicht uit in hoorntjes op de traanbeenderen. Onder de zijrand van het neusbeen loopt een reeks schuin naar beneden gerichte uithollingen. Het bovenkaaksbeen is lang en vooraan hoog. Het draagt vijftien tanden waarvan de van achteren ondersteunende interdentaalplaten vergroeid zijn tot een doorlopende beenwal. De tanden zijn overdwars afgeplat en naar achteren gekromd. Van hun voorrand is alleen de bovenste helft gekarteld maar de volle achterrand draagt vertandingen, ongeveer twaalf per vijf strekkende millimeter. De tandwortels beslaan meer dan driekwart van de tandlengte. Nabij de basis van de tandkroon bevinden zich verticale rimpels. De uitholling rond de fenestra antorbitalis holt de onderste buitenkant van het neusbeen uit. Onderaan is ook een uitholling van het bovenkaaksbeen die slechts de helft van de hoogte van het hoofdlichaam daarvan uitmaakt. Schuin voor en onder de fenestra antorbitalis ligt een grote driehoekige fenestra maxillaris in de basis van de opgaande tak die naar achteren helt. Ervoor ligt een spleetvormige fenestra promaxillaris die afgedekt wordt door de rand van de uitholling. Van de achterkant van de schedel is weinig bekend. De oogkas is zeer hoog en smal gerestaureerd, bovenaan breder. Ook het onderste slaapvenster is in de restauratie smal maar juist onderaan wijder.
Het verhemeltebeen is sterk gepneumatiseerd. Bij de kruising van de tak naar het bovenkaaksbeen en de tak naar het jukbeen ligt een ondiepe trog.

#### Onderkaken
In de onderkaak is het voorste, tanddragende, bot, het dentarium of os dentale, laag met vooraan een scherpe punt. Een "kin" ontbreekt. Ook het dentarium is voorzien van vele aderkanalen evenwijdig aan de tandrij; achteraan buigt deze rij kanalen naar beneden. De voorste tanden hebben, gezien de tandkassen, een ronde dwarsdoorsnede. Wellicht helden ze naar voren. De symfyse van de beide dentaria is smal en de onderkaken lopen vooraan vrijwel evenwijdig. Van de achterkant van de onderkaak is niets bekend.

#### Postcrania

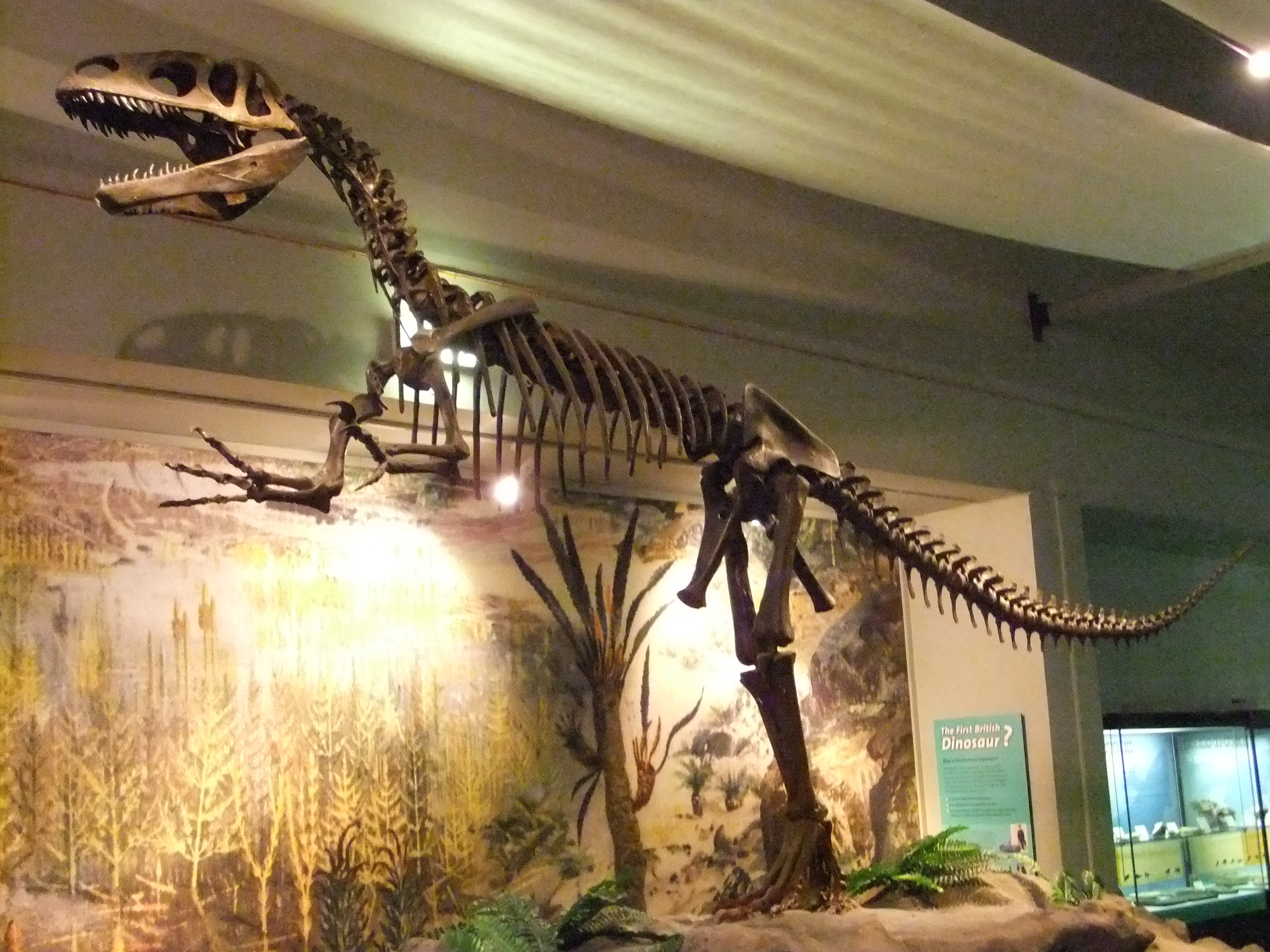
Een skeletmodel

Zowel de wervels van de nek als de hele rug tonen opvallende pleurocoelen. Intern hebben de wervels talrijke kleine luchtkamertjes. Het tandvormig van de draaier heeft op de voorzijde twee gepaarde zijdelings geplaatste uithollingen. Die worden ieder doorboord door een foramen. Het intercentrum van de draaier loopt naar achteren en boven taps uit in een driehoekig profiel. Bij de draaier is het vrij hoge doornuitsteeksel een overdwars afgeplatte spitse punt; daarvoor ligt een lage verheffing. Een pneumatische foramen doorboort het hoofdlichaam van de draaier onder de parapofyse. De onderzijde van de draaier heeft een zwakke lengterichel. Een goed ontwikkelde epipofyse vormt een naar achteren gerichte punt die buiten het achterste gewrichtsuitsteeksel uitsteekt. De voorste halswervels hebben een opstaande rand rond het voorste gewrichtsfacet. De middelste halswervels hebben geen kiel op de onderzijde. De zijden van de halswervels worden doorboord door twee kleine foramina. Deze foramina liggen achter de parapofyse, zijn horizontaal gerekt en worden gescheiden door een dunne richel. De parapofysen van de middelste halswervels zijn zijwaarts verlengd. De zijuitsteeksels zijn niet bijzonder verbreed aan hun uiteinden. De epipofysen van de nek zijn lang. De voorste ruggenwervels zijn niet gekield. Bij de voorste ruggenwervels liggen de achterste gewrichtsfacetten niet lager dan de voorste. De bases van hun voorste gewrichtsuitsteeksels lopen naar achteren door tot boven de zijuitsteeksels. De ruggenwervels hebben krachtige, in zijaanzicht brede, doornuitsteeksels. Deze zijn bovenaan extra in zijaanzicht en overdwars verbreed. Hun achterste gewrichtsuitsteeksels hebben een opvallend extra, zijwaarts gericht, uitsteeksel op de basis. De vergroeide wervels van het heiligbeen zijn daarentegen massief. De staartwervels zijn relatief langwerpig, met ingesnoerde centra. De voorste staartwervels hebben dunne, plaatvormige, doornuitsteeksels die verticaal staan. Bij de middelste staartwervels worden de doornuitsteeksels veel smaller en hellen sterk naar achteren. Deze wervels hebben geen lengtetrog op de onderzijde. De achterste staartwervels, van het laatste derde van de staart, hebben voorste gewrichtsuitsteeksels die meer dan de helft, tot 80%, van de voorliggende wervel beslaan, wat de staart verstijft. De chevrons zijn vooraan tamelijk dun en verticaal staand; in de middenstaart worden ze veel korter en wat sledevormig. De ribben zijn gepneumatiseerd, doorboord door een foramen tussen de ribkoppen.
Het schouderblad is smal, in het midden ingesnoerd en aan het bovenste uiteinde licht verbreed. Het overdwars brede schoudergewricht wijkt af van de toestand bij alle andere Allosauroidea. Afwijkend is de scherpe hoek die binnen het schoudergewricht het vlak van de scapula en de coracoïde met elkaar maken. Normaal is een stompe hoek. Het ravenbeksbeen is laag. Er bevindt zich een plotse inkeping tussen het schoudergewricht en het achterste uitsteeksel van het ravenbeksbeen, een basaal kenmerk. Van de armen is niets bekend. Vanuit de eerder vermoede nauwe verwantschap met Allosaurus werden ze in het skeletmodel als tamelijk groot gerestaureerd, met drie vingers. Een later vastgestelde mogelijke verwantschap met Megaraptor heeft geleid tot reconstructies met een zeer grote duimklauw.

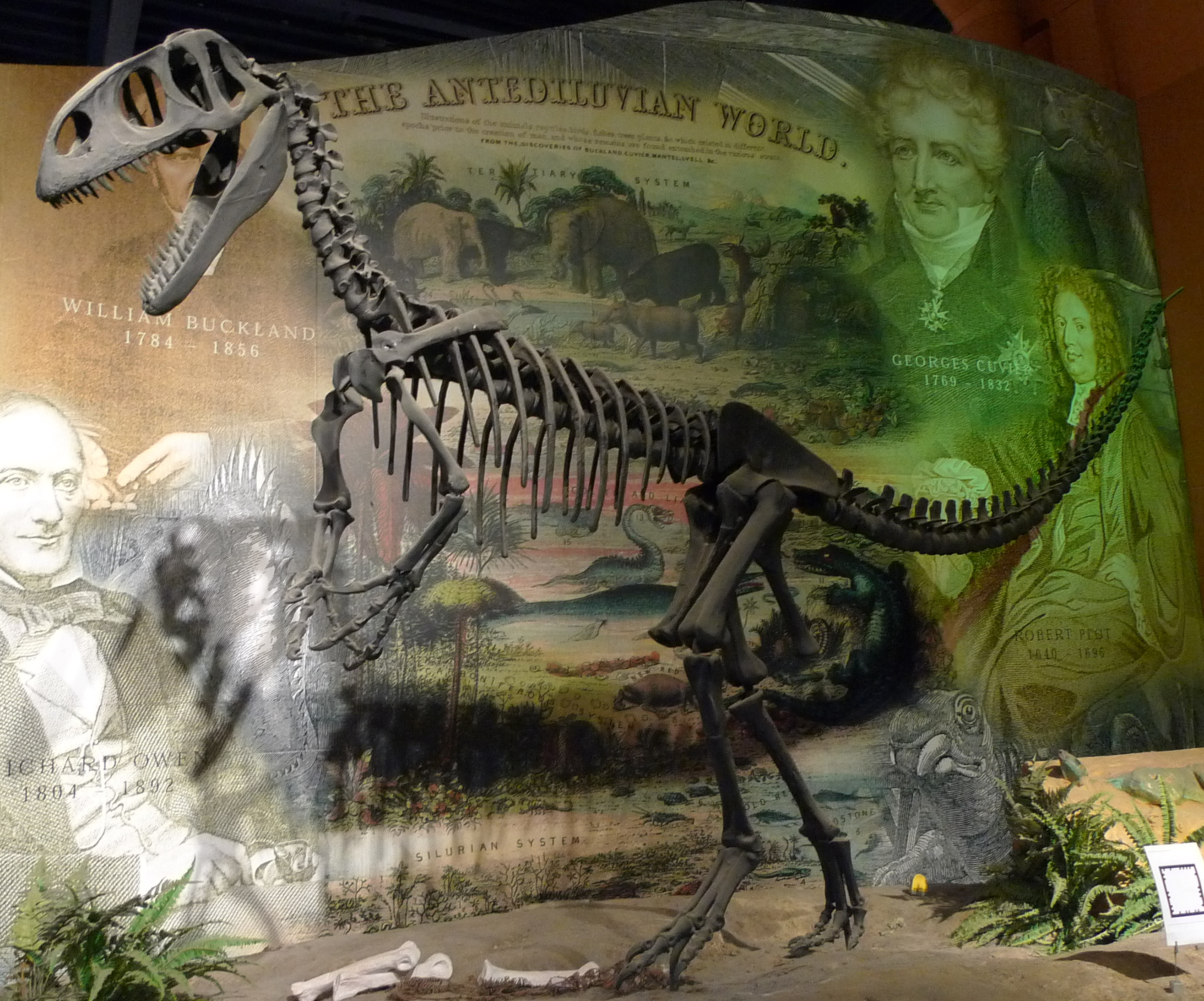
De achterpoten zijn kort maar niet heel robuust

Het darmbeen is hoog met een vrij kort en recht afgesneden voorblad en achterblad. Het voorblad heeft een afhangende punt. Het is in de onderrand ingesneden door een groeve voor de aanhechting van de musculus cuppedicus die aan de binnenkant begrensd wordt door een duidelijke beenplaat. De groeve in de onderrand van het achterblad, voor de aanhechting van de musculus caudofemoralis brevis, is van de buitenzijde bezien duidelijk zichtbaar als een sterke verbreding. Het darmbeen is vermoedelijk gepneumatiseerd; er bevindt zich in ieder geval direct boven het heupgewricht een langwerpige horizontale luchtkamer die intern onderverdeeld is. De schacht van het schaambeen is recht en slank; hij beslaat 70% van de lengte van het element. De voet van het schaambeen is groot met een lang en dun voorste en achterste uitsteeksel en driehoekig in onderaanzicht. In de hoek tussen schaambeen en zitbeen is het foramen obturatum naar onderen open. De schacht van het zitbeen heeft aldus boven vooraan een brede inkeping. De schacht is veel dunner dan die van het schaambeen, recht en eindigt onderaan in een kleine druppelvormige voet met zowel een voorste als een achterste uitsteeksel. De voet is overdwars verbreed en heeft een eirond profiel in dwarsdoorsnede. De zitbeenderen zijn aan de voorzijde van hun voeten vergroeid.

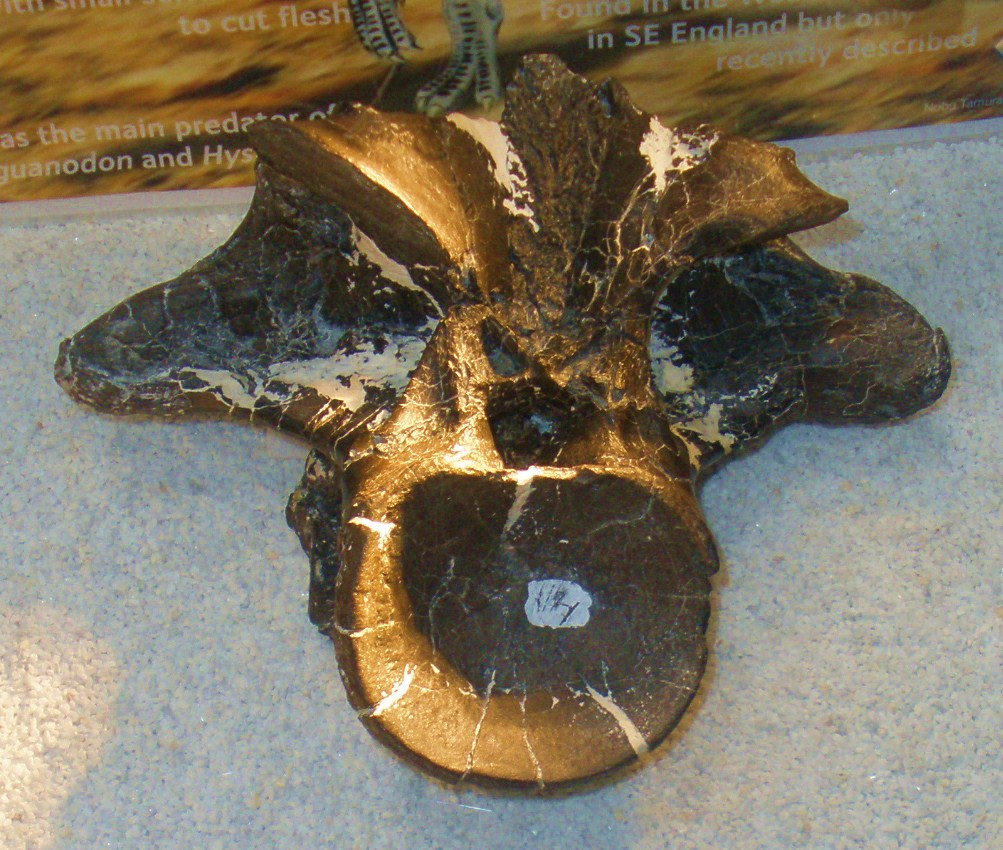
Een ruggenwervel

De achterpoot van Neovenator is relatief kort. Het dijbeen is iets korter dan het scheenbeen en bol naar voren gebogen. Achter de kop van het dijbeen loopt een zwak ontwikkelde groeve en richel. De kop loopt geleidelijk uit in een lager gelegen  trochanter major die smal is zodat de bovenzijde van het dijbeen in bovenaanzicht een druppelvorm krijgt. De trochanter minor staat laag. Aan de basis daarvan bevindt zich een sterker uitstekende driehoekige extra trochanter. Bij het dijbeen vormt de vierde trochanter, op de bovenste helft gelegen, een langwerpige richel, gelegen aan de binnenste achterzijde van de schacht met aan de buitenkant een ovale verruwing die als spieraanhechting diende. Aan de voorkant van de schacht loopt ook een opvallende verticale richel, die vermoedelijk de grens tussen spieren aan geeft. De onderste gewrichtsknobbels van het dijbeen zijn sterk gezwollen waardoor ze slechts door een smalle groeve gescheiden zijn. Vooraan is die groeve uitzonderlijk ondiep. De buitenste gewrichtsknobbel steekt ver naar beneden uit, wat gezien is als een typisch neovenatoride kenmerk maar ook bij carcharodontosauriden in engere zin voorkomt. De achterpoot moet daardoor een beetje krom gestaan hebben. Het scheenbeen heeft boven vooraan geen sterk ontwikkelde crista cnemialis. Bij het bovenvlak van het scheenbeen steekt de binnenste naar achteren gerichte lob vrij ver uit. De buitenste lob, ervan gescheiden door een duidelijke inkeping, vormt meer vooraan een scherpe, wat naar beneden gerichte, hoek. Het scheenbeen heeft een verheffing achter de crista fibularis. Op het onderste voorvlak van het scheenbeen is de richel die bovenaan het facet voor het sprongbeen begrenst schuin en laag, iets afgerond. Het facet vormt wel een duidelijke trede. Het midden van de schacht is 22% breder overdwars dan van voor naar achter. Het kuitbeen is slank maar niet zo sterk als bij Australovenator. Het is in bovenaanzicht niet sterk hol gekromd. Het bovenste uiteinde ervan is niet sterk verbreed maar loopt naar achteren taps toe.
De middenvoet is matig robuust en iets gedrongen. Het derde middenvoetsbeen is bovenaan aan de voorkant versmald, overgroeid door een uitstulping van het tweede middenvoetsbeen; intern heeft het tweede middenvoetsbeen op die positie een, niet al te diepe, groeve. Het derde middenvoetsbeen heeft wel de basale robuuste bouw en is niet langwerpig als bij de Coelurosauria. Ook het vierde middenvoetsbeen heeft zo'n groeve maar die is zeer nauw. Het vierde middenvoetsbeen heeft een sterk afgerond profiel aan de buitenzijde. Van Neovenator is vrij veel materiaal van de teenkootjes bekend. Het eerste kootje van de tweede teen is recht en robuust. De structuur van zowel het bovenste als onderste gewrichtsvlak steekt duidelijk naar onderen uit maar het bovenste vlak is als geheel niet bijzonder hoog. De derde voetklauw heeft een zijdelings matig toegeknepen bult voor de aanhechting van de pees van de krommende spier. Het eerste kootje van de vierde teen is recht met een vierkant bovenvlak. De onderzijde is plat met een bult aan de buitenste proximale zijde. Het kootje heeft een vrij diepe groeve tussen de onderste gewrichtsknobbels. Het derde en vierde kootje zijn zeer kort waarbij het bovenvlak haast direct overloopt in het onderste gewricht zonder dat er nog iets van een schacht zichtbaar is. Het bovenvlak is eirond met een middenkiel.

## Fylogenie

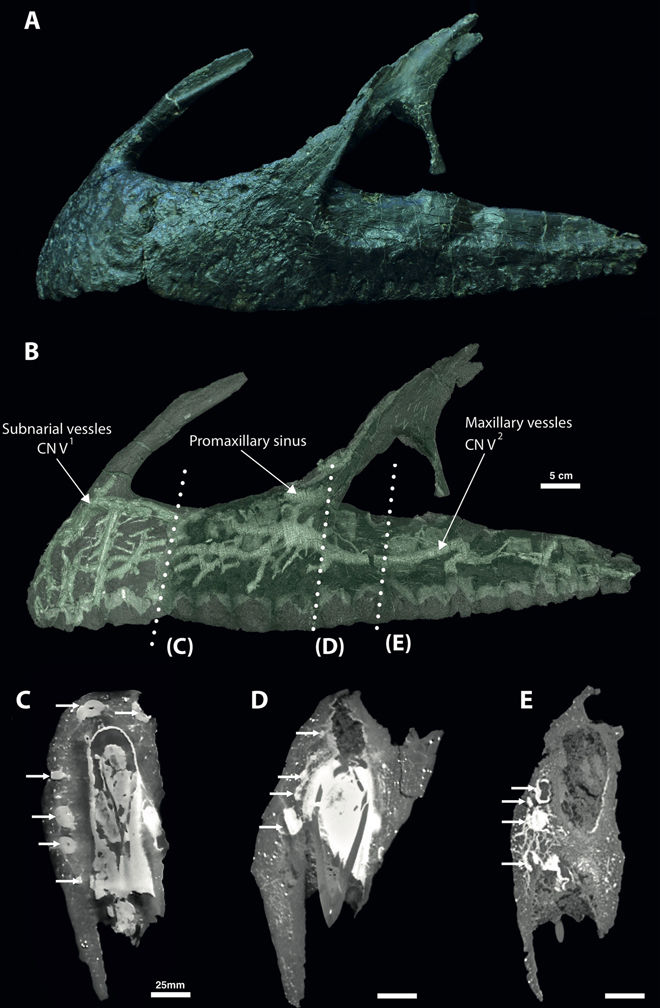
De neurovasculaire kanalen in de snuit

In het begin van het onderzoek werd ervan uitgegaan dat de nieuwe vorm een soort van Megalosaurus betrof of althans tot de Megalosauridae behoorde. Dat weerspiegelde de voor die tijd al ouderwetse opvattingen van Charig die een verklaard tegenstander was van de ideeën van de "Dinosauriërrenaissance" en niet openstond voor de resultaten van cladistische analyses. In de jaren negentig drongen moderne inzichten toch door. In 1996 werd vastgesteld dat Neovenator tot de Allosauroidea behoorde. Hij werd meer bepaald in de Allosauridae geplaatst. Het zou toen de enig zekere allosauride uit Europa geweest zijn.
In 2001 wees Naish erop dat Neovenator veel overeenkomsten bezat met de Carcharodontosauridae. Bij de herbeschrijving van 2008 werd het dier basaal in de carcharodontosauriden geplaatst. In 2010 echter wezen analyses van Roger Benson erop dat Neovenator nauw verwant zou kunnen zijn aan de Megaraptora. Benson splitste de carcharodontosauriden door een speciale klade Neovenatoridae te definiëren waarvan Neovenator dan al per definitie lid was. Daarbij werd dus ook de definitie van de Carcharodontosauridae gewijzigd; het is dus niet zo dat volgens zijn analyses Neovenator geen carcharodontosauride in de oude zin zou zijn. Sindsdien is er geen duidelijke consensus ontstaan welke term te gebruiken en evenmin is het zo dat alle analyses een verwantschap met de megaraptoren uitwijzen.
Een meer traditionele indeling toont het volgende kladogram:
|  | Tyrannotitan                                                  |
|  |                                                               |
|  | \| \| Mapusaurus \| \| \| \| \| \| Giganotosaurus \| \| \| \| |
|  |                                                               |
|  | Mapusaurus                                                    |
|  |                                                               |
|  | Giganotosaurus                                                |
|  |                                                               |

|  | Mapusaurus     |
|  |                |
|  | Giganotosaurus |
|  |                |

|  | Tyrannotitan                                                  |
|  |                                                               |
|  | \| \| Mapusaurus \| \| \| \| \| \| Giganotosaurus \| \| \| \| |
|  |                                                               |
|  | Mapusaurus                                                    |
|  |                                                               |
|  | Giganotosaurus                                                |
|  |                                                               |

|  | Mapusaurus     |
|  |                |
|  | Giganotosaurus |
|  |                |

|  | Tyrannotitan                                                  |
|  |                                                               |
|  | \| \| Mapusaurus \| \| \| \| \| \| Giganotosaurus \| \| \| \| |
|  |                                                               |
|  | Mapusaurus                                                    |
|  |                                                               |
|  | Giganotosaurus                                                |
|  |                                                               |

|  | Mapusaurus     |
|  |                |
|  | Giganotosaurus |
|  |                |

|  | Tyrannotitan                                                  |
|  |                                                               |
|  | \| \| Mapusaurus \| \| \| \| \| \| Giganotosaurus \| \| \| \| |
|  |                                                               |
|  | Mapusaurus                                                    |
|  |                                                               |
|  | Giganotosaurus                                                |
|  |                                                               |

|  | Mapusaurus     |
|  |                |
|  | Giganotosaurus |
|  |                |

|  | Tyrannotitan                                                  |
|  |                                                               |
|  | \| \| Mapusaurus \| \| \| \| \| \| Giganotosaurus \| \| \| \| |
|  |                                                               |
|  | Mapusaurus                                                    |
|  |                                                               |
|  | Giganotosaurus                                                |
|  |                                                               |

|  | Mapusaurus     |
|  |                |
|  | Giganotosaurus |
|  |                |

|  | Tyrannotitan                                                  |
|  |                                                               |
|  | \| \| Mapusaurus \| \| \| \| \| \| Giganotosaurus \| \| \| \| |
|  |                                                               |
|  | Mapusaurus                                                    |
|  |                                                               |
|  | Giganotosaurus                                                |
|  |                                                               |

|  | Mapusaurus     |
|  |                |
|  | Giganotosaurus |
|  |                |

|  | Tyrannotitan                                                  |
|  |                                                               |
|  | \| \| Mapusaurus \| \| \| \| \| \| Giganotosaurus \| \| \| \| |
|  |                                                               |
|  | Mapusaurus                                                    |
|  |                                                               |
|  | Giganotosaurus                                                |
|  |                                                               |

|  | Mapusaurus     |
|  |                |
|  | Giganotosaurus |
|  |                |

|  | Tyrannotitan                                                  |
|  |                                                               |
|  | \| \| Mapusaurus \| \| \| \| \| \| Giganotosaurus \| \| \| \| |
|  |                                                               |
|  | Mapusaurus                                                    |
|  |                                                               |
|  | Giganotosaurus                                                |
|  |                                                               |

|  | Mapusaurus     |
|  |                |
|  | Giganotosaurus |
|  |                |

|  | Tyrannotitan                                                  |
|  |                                                               |
|  | \| \| Mapusaurus \| \| \| \| \| \| Giganotosaurus \| \| \| \| |
|  |                                                               |
|  | Mapusaurus                                                    |
|  |                                                               |
|  | Giganotosaurus                                                |
|  |                                                               |

|  | Mapusaurus     |
|  |                |
|  | Giganotosaurus |
|  |                |

|  | Tyrannotitan                                                  |
|  |                                                               |
|  | \| \| Mapusaurus \| \| \| \| \| \| Giganotosaurus \| \| \| \| |
|  |                                                               |
|  | Mapusaurus                                                    |
|  |                                                               |
|  | Giganotosaurus                                                |
|  |                                                               |

|  | Mapusaurus     |
|  |                |
|  | Giganotosaurus |
|  |                |

|  | Tyrannotitan                                                  |
|  |                                                               |
|  | \| \| Mapusaurus \| \| \| \| \| \| Giganotosaurus \| \| \| \| |
|  |                                                               |
|  | Mapusaurus                                                    |
|  |                                                               |
|  | Giganotosaurus                                                |
|  |                                                               |

|  | Mapusaurus     |
|  |                |
|  | Giganotosaurus |
|  |                |

|  | Tyrannotitan                                                  |
|  |                                                               |
|  | \| \| Mapusaurus \| \| \| \| \| \| Giganotosaurus \| \| \| \| |
|  |                                                               |
|  | Mapusaurus                                                    |
|  |                                                               |
|  | Giganotosaurus                                                |
|  |                                                               |

|  | Mapusaurus     |
|  |                |
|  | Giganotosaurus |
|  |                |

|  | Tyrannotitan                                                  |
|  |                                                               |
|  | \| \| Mapusaurus \| \| \| \| \| \| Giganotosaurus \| \| \| \| |
|  |                                                               |
|  | Mapusaurus                                                    |
|  |                                                               |
|  | Giganotosaurus                                                |
|  |                                                               |

|  | Mapusaurus     |
|  |                |
|  | Giganotosaurus |
|  |                |

|  | Tyrannotitan                                                  |
|  |                                                               |
|  | \| \| Mapusaurus \| \| \| \| \| \| Giganotosaurus \| \| \| \| |
|  |                                                               |
|  | Mapusaurus                                                    |
|  |                                                               |
|  | Giganotosaurus                                                |
|  |                                                               |

|  | Mapusaurus     |
|  |                |
|  | Giganotosaurus |
|  |                |

|  | Tyrannotitan                                                  |
|  |                                                               |
|  | \| \| Mapusaurus \| \| \| \| \| \| Giganotosaurus \| \| \| \| |
|  |                                                               |
|  | Mapusaurus                                                    |
|  |                                                               |
|  | Giganotosaurus                                                |
|  |                                                               |

|  | Mapusaurus     |
|  |                |
|  | Giganotosaurus |
|  |                |

|  | Tyrannotitan                                                  |
|  |                                                               |
|  | \| \| Mapusaurus \| \| \| \| \| \| Giganotosaurus \| \| \| \| |
|  |                                                               |
|  | Mapusaurus                                                    |
|  |                                                               |
|  | Giganotosaurus                                                |
|  |                                                               |

|  | Mapusaurus     |
|  |                |
|  | Giganotosaurus |
|  |                |

|  | Tyrannotitan                                                  |
|  |                                                               |
|  | \| \| Mapusaurus \| \| \| \| \| \| Giganotosaurus \| \| \| \| |
|  |                                                               |
|  | Mapusaurus                                                    |
|  |                                                               |
|  | Giganotosaurus                                                |
|  |                                                               |

|  | Mapusaurus     |
|  |                |
|  | Giganotosaurus |
|  |                |

|  | Tyrannotitan                                                  |
|  |                                                               |
|  | \| \| Mapusaurus \| \| \| \| \| \| Giganotosaurus \| \| \| \| |
|  |                                                               |
|  | Mapusaurus                                                    |
|  |                                                               |
|  | Giganotosaurus                                                |
|  |                                                               |

|  | Mapusaurus     |
|  |                |
|  | Giganotosaurus |
|  |                |

|  | Tyrannotitan                                                  |
|  |                                                               |
|  | \| \| Mapusaurus \| \| \| \| \| \| Giganotosaurus \| \| \| \| |
|  |                                                               |
|  | Mapusaurus                                                    |
|  |                                                               |
|  | Giganotosaurus                                                |
|  |                                                               |

|  | Mapusaurus     |
|  |                |
|  | Giganotosaurus |
|  |                |

|  | Tyrannotitan                                                  |
|  |                                                               |
|  | \| \| Mapusaurus \| \| \| \| \| \| Giganotosaurus \| \| \| \| |
|  |                                                               |
|  | Mapusaurus                                                    |
|  |                                                               |
|  | Giganotosaurus                                                |
|  |                                                               |

|  | Mapusaurus     |
|  |                |
|  | Giganotosaurus |
|  |                |

|  | Tyrannotitan                                                  |
|  |                                                               |
|  | \| \| Mapusaurus \| \| \| \| \| \| Giganotosaurus \| \| \| \| |
|  |                                                               |
|  | Mapusaurus                                                    |
|  |                                                               |
|  | Giganotosaurus                                                |
|  |                                                               |

|  | Mapusaurus     |
|  |                |
|  | Giganotosaurus |
|  |                |

|  | Tyrannotitan                                                  |
|  |                                                               |
|  | \| \| Mapusaurus \| \| \| \| \| \| Giganotosaurus \| \| \| \| |
|  |                                                               |
|  | Mapusaurus                                                    |
|  |                                                               |
|  | Giganotosaurus                                                |
|  |                                                               |

|  | Mapusaurus     |
|  |                |
|  | Giganotosaurus |
|  |                |

|  | Tyrannotitan                                                  |
|  |                                                               |
|  | \| \| Mapusaurus \| \| \| \| \| \| Giganotosaurus \| \| \| \| |
|  |                                                               |
|  | Mapusaurus                                                    |
|  |                                                               |
|  | Giganotosaurus                                                |
|  |                                                               |

|  | Mapusaurus     |
|  |                |
|  | Giganotosaurus |
|  |                |

|  | Tyrannotitan                                                  |
|  |                                                               |
|  | \| \| Mapusaurus \| \| \| \| \| \| Giganotosaurus \| \| \| \| |
|  |                                                               |
|  | Mapusaurus                                                    |
|  |                                                               |
|  | Giganotosaurus                                                |
|  |                                                               |

|  | Mapusaurus     |
|  |                |
|  | Giganotosaurus |
|  |                |

|  | Tyrannotitan                                                  |
|  |                                                               |
|  | \| \| Mapusaurus \| \| \| \| \| \| Giganotosaurus \| \| \| \| |
|  |                                                               |
|  | Mapusaurus                                                    |
|  |                                                               |
|  | Giganotosaurus                                                |
|  |                                                               |

|  | Mapusaurus     |
|  |                |
|  | Giganotosaurus |
|  |                |

|  | Tyrannotitan                                                  |
|  |                                                               |
|  | \| \| Mapusaurus \| \| \| \| \| \| Giganotosaurus \| \| \| \| |
|  |                                                               |
|  | Mapusaurus                                                    |
|  |                                                               |
|  | Giganotosaurus                                                |
|  |                                                               |

|  | Mapusaurus     |
|  |                |
|  | Giganotosaurus |
|  |                |

|  | Tyrannotitan                                                  |
|  |                                                               |
|  | \| \| Mapusaurus \| \| \| \| \| \| Giganotosaurus \| \| \| \| |
|  |                                                               |
|  | Mapusaurus                                                    |
|  |                                                               |
|  | Giganotosaurus                                                |
|  |                                                               |

|  | Mapusaurus     |
|  |                |
|  | Giganotosaurus |
|  |                |

|  | Tyrannotitan                                                  |
|  |                                                               |
|  | \| \| Mapusaurus \| \| \| \| \| \| Giganotosaurus \| \| \| \| |
|  |                                                               |
|  | Mapusaurus                                                    |
|  |                                                               |
|  | Giganotosaurus                                                |
|  |                                                               |

|  | Mapusaurus     |
|  |                |
|  | Giganotosaurus |
|  |                |

|  | Tyrannotitan                                                  |
|  |                                                               |
|  | \| \| Mapusaurus \| \| \| \| \| \| Giganotosaurus \| \| \| \| |
|  |                                                               |
|  | Mapusaurus                                                    |
|  |                                                               |
|  | Giganotosaurus                                                |
|  |                                                               |

|  | Mapusaurus     |
|  |                |
|  | Giganotosaurus |
|  |                |

|  | Tyrannotitan                                                  |
|  |                                                               |
|  | \| \| Mapusaurus \| \| \| \| \| \| Giganotosaurus \| \| \| \| |
|  |                                                               |
|  | Mapusaurus                                                    |
|  |                                                               |
|  | Giganotosaurus                                                |
|  |                                                               |

|  | Mapusaurus     |
|  |                |
|  | Giganotosaurus |
|  |                |

|  | Tyrannotitan                                                  |
|  |                                                               |
|  | \| \| Mapusaurus \| \| \| \| \| \| Giganotosaurus \| \| \| \| |
|  |                                                               |
|  | Mapusaurus                                                    |
|  |                                                               |
|  | Giganotosaurus                                                |
|  |                                                               |

|  | Mapusaurus     |
|  |                |
|  | Giganotosaurus |
|  |                |

|  | Tyrannotitan                                                  |
|  |                                                               |
|  | \| \| Mapusaurus \| \| \| \| \| \| Giganotosaurus \| \| \| \| |
|  |                                                               |
|  | Mapusaurus                                                    |
|  |                                                               |
|  | Giganotosaurus                                                |
|  |                                                               |

|  | Mapusaurus     |
|  |                |
|  | Giganotosaurus |
|  |                |

Volgens de analyses van Benson valt Neovenator basaal in een Neovenatoridae uit:
|  | Australovenator |
|  |                 |
|  | ?Rapator        |
|  |                 |
|  | Fukuiraptor     |
|  |                 |

|  | Aerosteon  |
|  |            |
|  | Megaraptor |
|  |            |

|  | Australovenator |
|  |                 |
|  | ?Rapator        |
|  |                 |
|  | Fukuiraptor     |
|  |                 |

|  | Aerosteon  |
|  |            |
|  | Megaraptor |
|  |            |

|  | Australovenator |
|  |                 |
|  | ?Rapator        |
|  |                 |
|  | Fukuiraptor     |
|  |                 |

|  | Aerosteon  |
|  |            |
|  | Megaraptor |
|  |            |

|  | Australovenator |
|  |                 |
|  | ?Rapator        |
|  |                 |
|  | Fukuiraptor     |
|  |                 |

|  | Aerosteon  |
|  |            |
|  | Megaraptor |
|  |            |

|  | Australovenator |
|  |                 |
|  | ?Rapator        |
|  |                 |
|  | Fukuiraptor     |
|  |                 |

|  | Aerosteon  |
|  |            |
|  | Megaraptor |
|  |            |

|  | Australovenator |
|  |                 |
|  | ?Rapator        |
|  |                 |
|  | Fukuiraptor     |
|  |                 |

|  | Aerosteon  |
|  |            |
|  | Megaraptor |
|  |            |

|  | Australovenator |
|  |                 |
|  | ?Rapator        |
|  |                 |
|  | Fukuiraptor     |
|  |                 |

|  | Aerosteon  |
|  |            |
|  | Megaraptor |
|  |            |

|  | Australovenator |
|  |                 |
|  | ?Rapator        |
|  |                 |
|  | Fukuiraptor     |
|  |                 |

|  | Aerosteon  |
|  |            |
|  | Megaraptor |
|  |            |

## Levenswijze

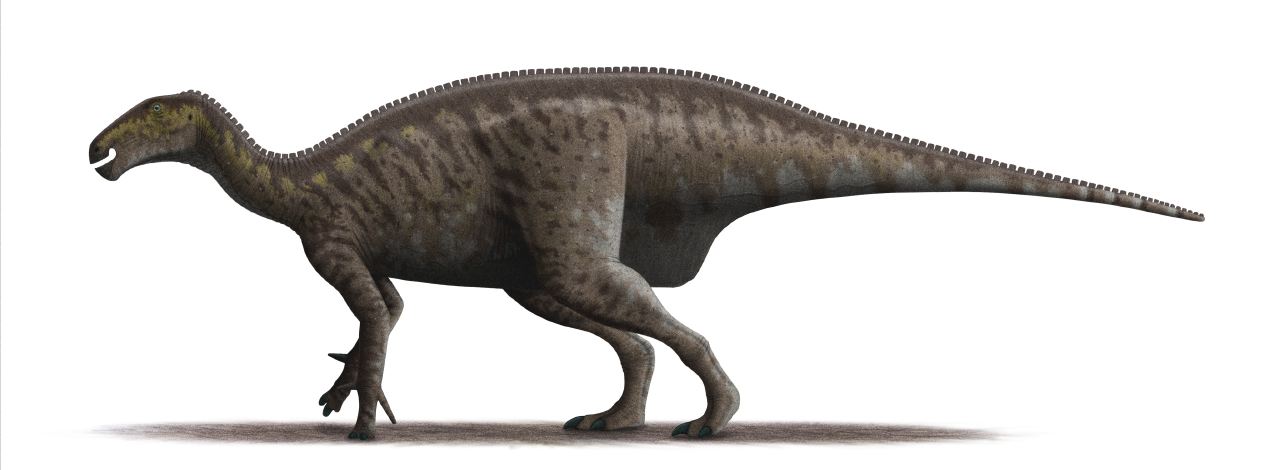
Mantellisaurus

Het fossiel van Neovenator werd afgezet in een meertje, samen met veel plantenresten en botten van vissen, amfibieën, hagedissen, pterosauriërs en Goniopholididae. De laag maakt deel uit van de Wealdengroep. Deze formaties werden gevormd in de binnenlanden van een groot eiland dat zich over de posities van het huidige zuiden van Engeland en België uitstrekte. Neovenator was wellicht de apexpredator van het gebied. De beenderen die met de resten van Neovenator vermengd waren, vertegenwoordigen zijn vermoedelijke prooi: de planteneter Mantellisaurus. Het is natuurlijk niet waarschijnlijk dat de twee toevallig bewaarde individuen een speciale relatie hadden; de twee skeletten zullen in opeenvolging op dezelfde locatie terecht zijn gekomen.
Het is niet helemaal duidelijk welke jachttactiek Neovenator toepaste. Met de langwerpige kop en lange nek kunnen kleinere prooien genomen zijn. Als Neovenator werkelijk tien meter lang kon worden, waren ook Sauropoda niet voor hem veilig. De combinatie van korte achterpoten, een kort darmbeen en een scheenbeen dat langer is dan het dijbeen wijst op de methode van het leggen van hinderlagen van waaruit een korte sprint getrokken werd om het slachtoffer te overvallen. Voor een achtervolgingsjacht is zo'n bouw minder geschikt omdat die een groot uithoudingsvermogen noch een hoge maximumsnelheid bevordert. Als de arm inderdaad groot was, kon de duimklauw gebruikt worden om de prooi te verwonden.
De sensorische organen op de snuit kunnen gediend hebben voor het aftasten hoe een karkas het best ontvleesd kon worden of voor onderling contact.